# La Quema
La Quema är en ort i Mexiko.   Den ligger i kommunen Yécora och delstaten Sonora, i den nordvästra delen av landet, 1 400 km nordväst om huvudstaden Mexico City. La Quema ligger 495 meter över havet och antalet invånare är 183.
Terrängen runt La Quema är huvudsakligen kuperad. La Quema ligger nere i en dal. Runt La Quema är det mycket glesbefolkat, med 2 invånare per kvadratkilometer. Det finns inga andra samhällen i närheten. I omgivningarna runt La Quema växer huvudsakligen savannskog.